# زيرناخ
زيرناخ (بالألمانية: Sirnach) هي واحدة من بلديات مقاطعة مونكفيلن في كانتون تورغاو في سويسرا. تبلغ مساحتها 12.4 كيلومتر مربع، ويقدر عدد سكانها بـ 7675 نسمة (حسب تعداد ديسمبر 2015).

## أعلام
- كليمنت مورو
- ريتشارد ترينكلير